# Transformada real de Fourier
Em matemática, a transformada real de Fourier é uma transformada integral derivada da transformada de Fourier, que apresenta a vantagem de evitar a necessidade de se trabalhar com números complexos no cálculo.

## Definição
A transformada real de Fourier R(ν) de uma função f(t) é definida pelas expressões
{\displaystyle R(\nu )\;=\;{\mathcal {R}}f(t)\}\;=\;2\;\int _{-\infty }^{\infty }f(t)\cdot \cos(2\pi \nu t\;+\;\theta (\nu ))\;dt\;\;\;\;\;(1a)}
{\displaystyle \theta (\nu )\;=\;\left\{{\begin{matrix}{\frac {1}{2}}&:&\nu <0\\0&:&\nu \geq 0\end{matrix}}\right.\;\;\;\;\;(1b)}

A transformada inversa é dada por
{\displaystyle f(t)\;=\;{\mathcal {R}}^{-1}\{R(\nu )\}\;=\;\int _{-\infty }^{\infty }R(\nu )\cdot \cos(2\pi \nu t\;+\;\theta (\nu ))\;d\nu \;\;\;\;\;(2a)}

Uma expressão alternativa para (2a) é
{\displaystyle f(t)\;=\;{\mathcal {R}}^{-1}\{R(\nu )\}\;=\;\int _{0}^{\infty }\left[R_{i}(\nu )\cdot \sin(2\pi \nu t)\;+\;R_{p}(\nu )\cdot \cos(2\pi \nu t)\right]\;d\nu \;\;\;\;\;(2b)}

com Ri(ν) e Rp(ν) sendo, respectivamente, as componentes ímpar e par de R(ν), dadas pelas equações seguintes:
{\displaystyle R_{i}(\nu )\;=\;2\;\int _{-\infty }^{\infty }f(t)\cdot \sin(2\pi \nu t)\;dt\;\;\;\;\;(1c)}
{\displaystyle R_{p}(\nu )\;=\;2\;\int _{-\infty }^{\infty }f(t)\cdot \cos(2\pi \nu t)\;dt\;\;\;\;\;(1d)}

Ri(ν) e Rp(ν) possuem a propriedade interessante 
{\displaystyle R(\nu )\;=\;\left\{{\begin{matrix}R_{i}(\nu )&:&\nu <0\\R_{p}(\nu )&:&\nu \geq 0\end{matrix}}\right.\;\;\;\;\;(3a)}

## Condições de existência
Para que a transformada real de Fourier de uma função f(t) exista, é necessário que:
- f(t) seja uma função real de valores reais
- f(t) seja um sinal de energia finita[1][nota 1]